# Tmarus jelskii
Tmarus jelskii là một loài nhện trong họ Thomisidae.
Loài này thuộc chi Tmarus. Tmarus jelskii được Władysław Taczanowski miêu tả năm 1872.